# Andreas Stadler
Andreas Stadler   (Viena, 31 de juliol de 1898 - 14 de febrer de 1941) fou un aixecador austríac que va competir durant la dècada de 1920.
El 1924 va prendre part en els Jocs Olímpics de París, on disputà la prova del pes ploma, per a aixecadors amb un pes inferior a 60 kg, del programa d'halterofília. En ella guanyà la medalla de plata, per darrere l'italià Pierino Gabetti. Quatre anys més tard, als Jocs d'Amsterdam, fou sisè en la prova del pes ploma del programa d'halterofília.
En el seu palmarès també destaca el Campionat del Món d'halterofília de 1923 del pes ploma i el fet de posseir fins a cinc rècord del món en dos temps.